# Шкурина, Мария Васильевна
Мария Васильевна Шкурина, в постриге сестра Павлия (Павла) (1755—1824) — дочь камердинера Екатерины II Василия Шкурина, фрейлина императрицы.
Мария была пожалована фрейлиною в 1769 году, с 14 лет. Позже за вмешательство в сношения фаворита императрицы Александра Матвеевича Дмитриева-Мамонова с фрейлиною княгинею Щербатовой, его будущей женой, была удалена из дворца, исключена из списка и получила 12 тысяч рублей как приданое. Карабанов подтверждает этот мотив её удаления. Рибопьер, которому больше были знакомы подробности свадьбы фаворита, пишет о другой причине: «Ещё при жизни Екатерины одна фрейлина, именем Шкурина, влюбилась в Цесаревича. Она оставила двор и постриглась в монахини под именем Павлы». Упоминается о возможном (несчастном) романе между нею и Павлом.
Екатерина предложила ей, несколько времени после удаления от двора, комнаты во дворце, а потом хотела купить ей дом. Шкурина отказалась от того и другого.
Шкурина уехала в Москву 12 сентября 1789 года к Мамоновым, не ужилась там и поступила в монастырь. Екатерина писала о ней в письме к Потёмкину: «О Гр[афе] Мам[онове] слух носится, будто с отцом розно жить станет, и старики невесткою недовольны. На сих днях Мар[ья] Вас[ильевна] Шкурина отпросилась от двора, и я её отпустила».
Поступила в 1796 году в Смольный Воскресенский монастырь в Петербурге, затем в Рождественский монастырь в Твери. Павел, по восшествии на престол, удвоил её фрейлинское содержание, но не дозволял ей постричься (в это время она уже жила в монастыре). Она постриглась уже при Александре в 1801 году в Твери, получив разрешение носить фрейлинский знак на монашеском одеянии. В монашестве получила имя Павлия (Павла).
В 1807 году перешла в Богородицын монастырь в Казани, где исполняла должность казначеи. В 1814 году возведена в сан игуменьи и назначена настоятельницей Троицкого Предтечиева монастыря в Свияжске. В 1818 году уволена на покой и умерла в Московском Алексеевском монастыре в 1824 году, погребена в Новодевичьем монастыре. А. Я. Булгаков писал брату из Москвы:
Вчера умерла здесь ударом вдруг, пивши кофе, известная фрейлина Шкурина, укрывшаяся в Алексеевском монастыре. Она оставила двор, когда друг её, княжна Щербатова, вышла замуж за фаворита Мамонова, у которой она всё и жила, а после её кончины постриглась в монахини.